# Марія II (королева Португалії)
Марі́я II (порт. Maria II; при народженні Maria da Glória Joana Carlota Leopoldina da Cruz Francisca Xavier de Paula Isidora Micaela Gabriela Rafaela Gonzaga; 4 квітня 1819 — 15 листопада 1853) — королева Португалії (1826—1828, 1834—1853). Представниця Браганського дому. Глава Регентської ради з 6 березня 1826 по 26 лютого 1828, королева Португалії з 3 березня по 11 липня 1828 (1-й раз) і з 26 травня 1834 по 15 листопада 1853 (2-й раз, формально з 15 березня 1830 — Азорські острови та частина Португалії, проголошення королевою в Лісабоні 23 вересня 1833). Народилася в Ріо-де-Жанейро, Бразилія. Дочка короля Португалії Педру IV (імператора Бразилії Педру I) та австрійської ерцгерцогині Марії Леопольдіни. Померла в Лісабоні, Португалія. Прізвиська — Освітя́нка (порт. a Educadora), Добра Матінка (порт. a Boa Mãe).

## Правління
Коли в березні 1826 помер дід Марії король Португалії Жуан VI, виникла проблема престолонаслідування. Його син Педру в 1822 проголосив незалежність Бразилії і став там імператором Педру I. Інший його син, Мігел, був засланий до Австрії за спроби революції проти ліберального правління батька. Незадовго до смерті Жуан VI призначив дочку Ізабеллу Марію регенткою до моменту, коли «його син повернеться в королівство», але не уточнив який із двох синів.
Батько Марії, Педру, не бажав бачити на престолі брата, тому він запропонував взаємовигідне рішення: віддати Марію заміж за Мігела, який буде регентом до її повноліття. Мігел погодився, але, приїхавши в Португалію в 1828, змістив Марію та проголосив себе королем.
Марія була відправлена в липні в Англію, від якої чекали допомоги проти Мігела, коли ж ці очікування не виправдалися, вона в 1829 знову повернулася в Ріо-де-Жанейро. Склавши з себе в квітні 1831 імператорські повноваження в Бразилії та залишивши престол синові Педру II, Педру повіз свою дочку в Європу, поселив її в Парижі та почав з Мігелем війну, яка тривала 3 роки і закінчилася вигнанням останнього з Португалії в травні 1834. Проголошена 23 вересня 1833 в Лісабоні королевою, Марія в 1834 визнана повнолітньою та після смерті свого батька, колишнього регентом, стала на чолі країни.
У січні 1835, у віці 15 років, Марія вийшла заміж за Огюста Богарне, герцога Лейхтенберзького (1810-1835), сина Ежена Богарне. Через два місяці її чоловік помер. У січні 1836 Марія одружилася з Фердинандом Саксен-Кобург-Готським (1816-1885), який правив разом з нею як король-консорт під ім'ям Фернанду II.
У 1842 королева Марія отримала від Папи Римського Григорія XVI Золоту троянду. Це штучна троянда з пелюстками з золота, якою Папа Римський рідко і у виняткових випадках нагороджує католицьких принцес та жінок-монархів.
Під час правління Марії сталося революційне повстання 16 травня 1846, але воно було зламане військами роялістів 22 лютого 1847, і Португалія уникнула перевороту, які відбувалися в той час в Європі.
Королева Марія да Глорія померла при пологах в 1853. З її смертю в Португалії припинилася династія Браганса.

## Родина
1 Чоловік — Огюст Богарне (1810-1835), герцог Лейхтенберзький, син Ежена Богарне
Діти: не було
2 Чоловік — Фердинанд Саксен-Кобург-Готський (1816-1885), правив разом з Марією як король-консорт під ім'ям Фернанду II.
Діти:
- Педру V (1837-1861) — король Португалії (1853—1861)
- Луїш I (1838-1889) — король Португалії (1861—1889)
- Жуан (1842-1861),
- Марія Анна (1843-1884) — дружина Георга, короля Саксонії
- Антонія (1845-1913) — дружина Леопольда Гогенцоллерн-Зігмарінгена
- Фернанду (1846-1861) — помер від холери
- Аугусто (1847-1889).